# Ischnura pruinescens
Ischnura pruinescens là một loài chuồn chuồn kim trong họ Coenagrionidae.
Ischnura pruinescens được Tillyard miêu tả khoa học năm 1906.